# جو سونگ ها
جو سونگ ها (کره‌ای: 조성하؛ زادهٔ ۸ اوت ۱۹۶۶) بازیگر اهل کره جنوبی است. او بیشتر به خاطر ایفای نقش در دریای زرد (۲۰۱۰) و کی۲ (۲۰۱۶) شناخته می‌شود.